# Sanky Panky 4
Sanky Panky 4: de Safari, es la secuela de la película dominicana Sanky Panky. Protagonizada por Fausto Mata, Tony Pascual, Aquiles Correa, Massimo Borghetti, Toussaint Merionne, Franklin Romero Jr.

## Argumento
Genaro, Carlitos y Chelo ganan un certamen en República Dominicana que les ofrece un emocionante safari en África. Sin embargo, al llegar al aeropuerto de Nairobi, Kenia, cada uno toma un rumbo diferente por accidente. Pronto se encuentran en la vasta y salvaje zona de safaris, donde el destino les lleva a un inesperado y dramático enfrentamiento entre tres tribus nativas africanas.

## Trama
La historia arranca en los campos de cacao de San Francisco de Macorís, donde tres personajes ya conocidos — Genaro, Chelo y Carlitos — trabajan en una fábrica de chocolate. Desde el primer momento, todo es un desastre: Genaro intenta impresionar a un grupo de turistas chinos con su malísimo inglés y un inexistente mandarín. Chelo, que siempre está con su celular y su inteligencia artificial, se burla de él constantemente. Carlitos llega tarde y no entiende nada, como de costumbre. Resulta que los “turistas” chinos no eran turistas, sino empleados del área de empaque que nadie tomaba en cuenta. La escena termina con Genaro haciendo el ridículo y firmando papeles sin leer, lo que incluye embarrarle la cara a Jazmín, su compañera de trabajo, con un pintalabios creyendo que era un bolígrafo. Ella lo abofetea con furia.
Después de eso, Carlitos sufre la picadura de un alacrán. Su cara se hincha horriblemente, y Chelo intenta curarlo con técnicas extrañas. Todo termina en una especie de caos que obliga al gerente de la fábrica, Goberto, a regañarlos severamente. Les dice que por sus actitudes infantiles están poniendo en riesgo la reputación de la empresa. Sin embargo, a pesar de todo, la empresa ha tenido éxito gracias a los empaques desarrollados por los chinos, y por eso Goberto ha sido promovido para irse a trabajar con Giuseppe, (exjefe y amigo de Genaro y el nuevo gerente de un hotel en el extranjero. Antes de irse, les menciona que habrá una fiesta para los empleados con una rifa sorpresa.
Durante la fiesta, todos celebran, y llega el momento de la rifa. El presentador se confunde al leer el nombre del ganador al revés, pero finalmente se revela que el afortunado es Carlitos, quien se gana un safari en África con derecho a dos acompañantes. Obviamente, elige a sus inseparables amigos: Chelo y Genaro.
Tras varios días de preparativos y discusiones (incluyendo la intervención de una vecina entrometida que hasta les lleva desayuno), el trío finalmente se embarca en su viaje. Son recogidos por un jeep con dos modelos y un fotógrafo, posan para fotos promocionales y salen rumbo al aeropuerto.
Ya en el avión, Genaro tiene una pesadilla: sueña que el avión es una guagua con gallinas, chivos y comida podrida. En su delirio, pelea con un pollo medio cocido que intenta picarlo. Al despertar, descubre que todo era un sueño y que en realidad están en un lujoso avión con comida gourmet y atención de primer nivel. Al llegar al aeropuerto de Nairobi, una hermosa agente de migración les sonríe y toma una foto de ellos para enviársela... ¡a Giuseppe, el gerente del hotel donde se hospedarán!
Cuando llegan al hotel, el recibimiento es espectacular: bailes africanos, mujeres hermosas, música, un complejo de lujo. Pero Giuseppe, al verlos, se lleva las manos a la cabeza: no puede creer que esos tres lo hayan seguido hasta África. A pesar de su rechazo, los acomoda en una villa y les avisa que pronto tendrán una reunión informativa sobre el safari.
Durante la reunión, el encargado del safari es nada más y nada menos que Goberto, el antiguo jefe de la chocolatera, ahora transformado en un guía de lujo. Les advierte que el safari será peligroso: animales salvajes, tribus desconocidas, y que lo más importante es no entrar en pánico.
Al día siguiente comienza la expedición. Al principio todo es aburrido: kilómetros de sabana sin ver un solo animal. De repente, se detienen en un punto de observación. Genaro hace un chiste sobre la palabra "safari" diciendo que viene de "safa y ríe", y todos los turistas comienzan a buscar la palabra en sus diccionarios. La tensión sube cuando al llegar al primer “mirador natural”... lo único que ven es un chivo solitario. La decepción es total.
Pero justo después, una manada de animales reales comienza a aparecer: leones, cebras, jirafas, elefantes... La emoción es inmensa. Chelo, queriendo tomar la mejor foto, utiliza su clásico tenedor extensible para rascarle el lomo a un rinoceronte, que reacciona furioso. En segundos, el animal embiste el vehículo y los tres amigos se ven obligados a huir por separado en medio de la sabana africana.
Chelo cae en un río donde es capturado por una tribu Mamaí. Pero en vez de matarlo, lo tratan como un Dios al ver que su medallón tiene la misma figura que su amuleto sagrado. Lo cargan en hombros con reverencia, lo alimentan y lo veneran. Chelo empieza a sospechar que la tribu está llena de hombres muy afectuosos, y teme por su integridad, pero finalmente acepta su rol como líder espiritual.
Genaro termina en una especie de mercado humano donde se venden personas como esclavos. Es capturado por un fortachón que lo lleva ante traficantes que planean venderlo. Genaro, con su típica labia, intenta escapar usando juegos de palabras y bromas sin mucho éxito.
Carlitos, por su parte, sobrevive a una caída por un precipicio y despierta desorientado. Camina por la selva sin rumbo hasta que empieza a seguir un pequeño camino que encuentra entre los árboles, con la esperanza de hallar a alguien.
Mientras tanto, los turistas y Goberto abandonan la expedición y regresan al hotel, pensando que los tres sankys están perdidos para siempre. Giuseppe, irónicamente, dice que si los leones se los comieron, al menos habrá una razón para celebrar.
Mientras tanto, Giuseppe y Goberto han sido capturados por otra tribu y terminan colgados en hamacas sobre un árbol, con un león dormido debajo de ellos.
Las tribus comienzan a prepararse para la guerra, y Giuseppe es atado a un palo cerca de una gran olla sobre fuego. Cree que ha llegado su fin y hasta canta una canción melancólica como despedida. Sin embargo, Genaro, Chelo y Carlitos idean un plan de paz entre las tribus. En una escena llena de tambores, humo y solemnidad africana, proponen un pacto de unión tribal y desarrollo turístico sostenible, para que las riquezas naturales queden en manos de sus verdaderos dueños: los africanos.
Los líderes tribales aceptan la propuesta y Giuseppe, que había sido el plato principal de la cena, se salva. Entre música africana, bailes tribales y reconciliación, la noche termina en celebración.
Los tres amigos regresan a su apartamento en el barrio. Están desmoralizados. Sienten que, a pesar de todo lo vivido, no ha cambiado nada. Chelo dice: “Fuimos tan lejos a ná, estamos igualitos.” Pero cuando abren los paquetes de regalo que les dieron las tribus como "recuerditos", descubren algo increíble: zafiros, diamantes, oro y certificados de autenticidad.
Sorprendidos y felices, corren a una joyería. Allí, el joyero les confirma que todo está en orden con la embajada de Kenia, y que tienen una cuenta bancaria cada uno con montos iguales. Firman los papeles sin mirar… y cuando Carlitos abre el sobre y ve la cifra, se desmaya. Chelo lo abanica. Genaro lee su carta... y también se desmaya.
La última escena los muestra llegando en una pasola a una gasolinera, echando gasolina mientras discuten como siempre. Son los mismos de siempre, pero ahora multimillonarios, sin haber perdido la chispa ni su humor de barrio. Aparentemente, la mayor aventura de sus vidas también les cambió el destino para siempre.

## Producción
El rodaje de la película empezó en San Francisco de Macorís, el lunes 15 de julio de 2024, finalizando en Septiembre del mismo año. 
Un avance de la película fue estrenado por la productora Premium Latin Films el 5 de marzo de 2025.
El proyecto fue anunciado como la cuarta entrega de la saga Sanky Panky, iniciada en 2007. La película tuvo una inversión estimada en RD$98 millones de pesos dominicanos (aproximadamente USD $1.6 millones).
La historia fue rodada en distintas locaciones de la República Dominicana, incluyendo zonas rurales que simulan ambientes africanos, y algunas escenas en locaciones internacionales. Se emplearon efectos visuales para recrear animales salvajes y paisajes del continente africano.

## Reparto
- Fausto Mata - Genaro
- Tony Pascual - Chelo
- Aquiles Correa - Carlitos
- Massimo Borghetti - Giuseppe
- Franklin Romero Jr. - Goberto
- Toussaint Merionne - Bontu